# Moerbeke
Moerbeke este o comună neerlandofonă situată în provincia Flandra de Est, regiunea Flandra din Belgia. La 1 ianuarie 2008 avea o populație totală de 5.942 locuitori. 

## Geografie
Suprafața totală a comunei este de 37,80 km². Comuna Moerbeke formată din localitățile:
| - I. Moerbeke - II. Koewacht - III. Kruisstraat |

Localitățile limitrofe sunt:
| În Belgia: | În Olanda:         |
| - Comuna Stekene: - a. Stekene - Comuna Sint-Niklaas: - b. Sinaai - Comuna Lokeren: - c. Eksaarde - Comuna Wachtebeke: - d. Wachtebeke | - Comuna Terneuzen |